# Колганова Тетяна Анатоліївна
Тетяна Анатоліївна Колганова (нар.. 7 квітня 1972, Бєльці, Молдавська РСР, СРСР) — російська актриса театру і кіно, режисер, кінорежисер, теле- і радіоведуча.

## Біографія
Народилася 7 квітня 1972 року в молдавському місті Бєльці. Батько — Анатолій Матвійович Колганов, пройшовши строкову службу в морській піхоті, багато років віддав флоту. Він закінчив Одеське морехідне училище, служив на Далекому Сході — у Находці та Владивостоці. В даний час працює інженером. Мати — Лідія Веніамінівна, раніше працювала начальником організаційного відділу в торгівлі, нині — пенсіонер. Старша сестра — Олена, випускниця художньої школи, живе в Санкт-Петербурзі, закінчила курси манікюру і педикюру, домогосподарка.
У шкільні роки займалася в театральній студії у гарнізонному Будинку офіцерів в Бєльцях, на сцені якого відбувся її акторський дебют в ролі білочки на новорічній виставі. Потім художній керівник студії Вальда Яківна довірила дівчинці роль у дорослій виставі. Згодом вона ж і порадила Тетяні вступати до театрального інституту, фактично ставши її «хрещеною мамою» у професії.
Навчалася в загальноосвітній середній школі № 2 імені А. С. Пушкіна міста Бєльці (Молдавська РСР). Закінчила школу зі срібною медаллю.
У 1994 році закінчила Санкт-Петербурзьку державну академію культури (курс Валерія Ізраїльовича Плоткіна, спеціальність — «режисура драми»), а в 1996 році — акторське відділення Санкт-Петербурзької державної академії театрального мистецтва (СПбДАТМ) (майстерня Володимира Вікторовича Петрова). Таким чином, протягом двох років (1992—1994) навчалася одночасно у двох вищих навчальних закладах і отримувала дві стипендії.
Після закінчення державного інституту сценічних мистецтв була прийнята в трупу Державного драматичного театру «Комедіанти» [Архівовано 14 травня 2018 у Wayback Machine.] у Санкт-Петербурзі, де прослужила один театральний сезон.
Потім більше трьох років (1997—2000) працювала диктором на радіо «Свобода» в Празі, де вела передачу «Кіно на чеському ТБ». Попутно вела на чеському телебаченні програму про кіно «Prologi». Вільно говорить чеською та англійською мовами.
Повернулася в Росію за спеціальним запрошенням творців телесеріалу «Чорний ворон» (2001—2004), в якому зіграла головну роль (Тетяна Захаржевська).
З 2000 року по теперішній час є актрисою «Невеликого драматичного театру Лева Еренбурга» в Санкт-Петербурзі.

### Особисте життя
Чоловік — Вадим Сквирський, російський актор і режисер, однокурсник. Одружилися в 1992 році.

## Ролі в театрі

### Російський державний інститут сценічних мистецтв
- «Вбивство на вулиці Лурсін» — Норіна
- «Вовки і вівці» — Глафіра Олексіївна, бідна дівчина, родичка Мурзавецкой

### Державний драматичний театр «Комедіанти»[Архівовано14 травня 2018 уWayback Machine.](Санкт-Петербург)
- «Біда від ніжного серця» — Катерина Іванівна
- «Братки» — Анюта
- «Казка про чотирьох близнюків» — Бонка

### Невеликий драматичний театр Лева Еренбурга (Санкт-Петербург)
У театрі Тетяна Колганова служить з 2000 року і зайнята в спектаклях:
- 2000 — «В Мадрид, Мадрид!» (прем'єра — 17 квітня 1999 року) — Донья Венеранда
- 2001 — «Оркестр» (прем'єра — 30 березня 2001 року) — Леона / Санітарка
- 2004 — «На дні» (прем'єра — 19 листопада 2004 року) — Кривий Зоб, крючник
- 2007 — «Ивановъ» (прем'єра — 12 травня 2007 року) — Бабакіна
- 2010 — «Три сестри» (прем'єра — 5 грудня 2010 року) — Маша, середня з сестер
- 2013 — «Ю» (прем'єра — 4 грудня 2013 року) — Пирогова
- 2014 — «Чарівник країни Оз» (прем'єра — 11 жовтня 2014 року) — Пауліна, зла чарівниця
- 2014 — «Валентинів день» (прем'єра — 19 листопада 2014 року) — Валентина

## Фільмографія

### Ролі в кіно
1. 1995 —  Троє. Любовна історія кінця XX століття (Дні негоди) — Анжела
2. 1999 —  Щасливий кінець / Happy end ( Чехія) — "" Татлін / Сільвія / Марія
3. 2000 —  Вулиці розбитих ліхтарів 2. Нові пригоди ментів (серія № 17 «Школа павука») —  епізод (немає в титрах)
4. 2000 —  Вовки в місті (Чехія) — російська анархістка
5. 2000 — Віза на смерть ( Німеччина) —
6. 2001 —  2003 —  Чорний ворон —  Тетяна Захаржевская  (головна роль)
7. 2001 —  Сестри —  Наталя, мати Світлани та Діни
8. 2001 —  Веснянка
9. 2002 —  Ніро Вульф і Арчі Гудвін (фільм № 4 «Справа в капелюсі») —  Сьюзан Браун
10. 2002 — Подружка осінь ( Білорусь) —  Тетяна дружина Максима
11. 2003 —  Лінії долі —  Анастасія Симонова  (головна роль)
12. 2003 —  Агент національної безпеки — 4 (серії № 39-40 «Королева мечів») —  Аліна Сергіївна
13. 2003 —  Мангуст (серія № 5 «Презумпція винуватості») —  Лора Кушелєва
14. 2003 —  Повторення пройденого (серія «Презумпція винуватості») —  Ольга Кадетова
15. 2004 —  Сестри — Алла, сестра (середня) Ніни і Маші (головна роль)
16. 2005 —  Рішення проблем (серія № 1 «Індивідуальний підхід») — Людмила
17. 2005 — Розлучення і дівоче прізвище (Росія,  Україна) — Кіра Ятт, журналіст тижневика «Стара площа» (головна роль)
18. 2005 —  Херувим — Евеліна Геннадіївна Дерябіна, подруга Стаса
19. 2005 —  Вулиці розбитих ліхтарів. Менти-7 (серія № 19 «Віра, Надія, Любов») —  Віра Власова / Надія Власова, сестри
20. 2006 —  Синдикат (серії № 5-7, 9-11) —  Ольга
21. 2007 — Бандитський Петербург. Фільм 10. Розплата (серії № 2-7, 9-12) —  Ольга Вікторівна Амеліна, офіцер наркоконтролю
22. 2007 — Вона сказала «Так» (Україну) —  Ілона
23. 2007 —  Ораниенбаум. Срібний самурай — Єлизавета Семенівна, мистецтвознавець
24. 2008 —  Зачароване кохання (Україна) —  Марія  (головна роль)
25. 2008 — Здрастуйте вам! (Росія, Україна) — Анна (головна роль)
26. 2008 — Час суниці —  Маша
27. 2008 — День залежності (Україна) —  Ірина Горська
28. 2008 — Реквієм для свідка (Росія, Україна) —  Нонна
29. 2008 —  Розлучниця (Росія, Україна) —  Катерина, перекладач у великій компанії  (головна роль)[8]
30. 2009 —  Мамочко, я кілера люблю — Анжела Полонська, слідчий УВС по економічних злочинах, старший лейтенант юстиції (головна роль)[9].
31. 2009 —  Підприємець —  Світлана Калініна
32. 2009 — Фатальне схожість —  Юлія, редактор газети «Невські відомості»
33. 2009 —  Чорта —  Інна
34. 2009 —  Шлюбний договір (серія № 9 «Старі борги») —  Карина
35. 2010 —  Державний захист (фільм № 2 «Матрьошка») —  «Дужка», колишня кримінальниця, подруга Єлісєєва
36. 2010 — Особиста справа капітана Рюміна — Анна Сергіївна Вяземская, лікар-психіатр  (головна роль)
37. 2010 —  Грім люті —  Людмила Князєва, співробітник ФСБ
38. 2010 —  Лікар —  Вероніка Михайлівна Важова
39. 2010 —  Родинний дім —  Карина Львівна, власник фірми, начальник Дмитра Соколова
40. 2010 — 9 травня. Особисте ставлення (новела «Цукерки») —  Наташа
41. 2010 —  2013 —  Ливарний, 4 (4-й-8-й сезони) —  Анна Михайлівна Немчинова, радник юстиції, кохана Шаламова
42. 2011 — Зоряний ворс —  Юдіф, інопланетний екскурсовод
43. 2011 — Сім верст до небес —  Зоя Андріївна, мати Каті  (головна роль)
44. 2011 —  2013 —  Шеф —  Ірина Петрівна Михайлова, слідчий з особливо-важливих справ СК РФ, майор міліції (потім — підполковник)
45. 2011 —  Захист свідків —  Валерія, дружина Андрія Мешечко
46. 2011 —  Земля людей —  Женя
47. 2011 — Комплекс повноцінності —  дружина Ігоря
48. 2011 — Знайди мене —  Алла Терехова  (головна роль)
49. 2011 —  Чуже обличчя —  Ірина, дружина підполковника Сергія Юришевим
50. 2012 — Виняток із правил — Наталя Линькова, однокласниця Марини, ріелтор
51. 2012 — Шопінг-тур —  мати  (головна роль)[10]
52. 2012 —  Механік —  Наталя Темнова, аналітик  (головна роль)
53. 2012 —  Перці —  вчитель математики
54. 2013 —  Важкий випадок —  мати Оксани
55. 2013 — Любов з першого подиху —  Олександра Глібова, завідувачка кафедри в університеті
56. 2013 —  На крилах —  Поліна, викрадачка
57. 2014 —  Лікарка —  Єлизавета Андріївна, голова місцевої сільради
58. 2014 —  2015 —  Чуже гніздо —  Наталя Перегудова, дочка Ірини
59. 2015 —  Клим —  Олена Крилова, начальник слідчого Клима Рощина
60. 2016 —  Запах лаванди (Білорусь, Росія) —  Галина Андріївна, викладач по класу фортепіано в музичній школі, мати Максима
61. 2016 —  Куди йдуть дощі —  Ніна Олександрівна Власьева, бізнесвумен, мати Сашка
62. 2016 —  Про що мовчать французи —  камео
63. 2017 —  комісарша — Ніна Виноградова
64. 2017 —  Помста як ліки — Тамара Василівна, завідувач кафедри прикладної економіки і маркетингу в інституті, дружина Анатолія Семенова, мати Костянтина
65. 2017 —  Чорна кров (Білорусь, Росія) — Ольга Котова, сестра і суперниця Ірини

### Озвучування
- 2002 — Ніж у хмарах — Варя (роль Ольги Терешиної)
- 2003 — Вулиці розбитих ліхтарів. Менти-5 (серія № 1 «Дезінфекція») — Ольшанська Світлана (роль Наталії Пурвин)
- 2008 — Нічого не візьмеш — Ганна Павлівна, дружина Аристарха Вышневского (роль Олени Руфановой)

## Нагороди
- 1999 — приз за кращу жіночу роль Міжнародного фестивалю незалежного кіно «Чисті мрії» в Санкт-Петербурзі — за роль у художньому фільмі «Щасливий кінець» («Happy end») (Чехія) за сценарієм Вадима Сквирського.
- 2012 — спеціальний приз журі за кращу жіночу роль XX Фестивалю російського кіно «Вікно в Європу» у Виборзі — за роль у фільмі «Шопінг-тур» режисера Михайла Брашинского[11].